# جون ماكديارميد
جون ماكديارميد (بالإنجليزية: John McDiarmid) هو لاعب كرة مضرب أمريكي، ولد في 12 أغسطس 1911 في بيكلي في الولايات المتحدة، وتوفي في 1982.